# Список лишайников и грибов, занесённых в Красную книгу Кировской области
Список лишайников и грибов, занесённых в Красную книгу Кировской области включает 31 вид.
После названия вида римскими цифрами указана категория охраны:
- I — вид, находящийся под угрозой исчезновения
- II — редкий в недавнем прошлом вид, численность которого быстро сокращается
- III — редкий малочисленный вид
- IV — вид, статус редкости которого не установлен ввиду недостатка сведений
- V — восстановленный вид, выходящий из-под угрозы исчезновения

## Отдел Лишайники — Lichnes
- Семейство Кладониевые — Cladoniaceae
  - Кладония многоплодная — Cladonia polycarpoides Nyl. — III
- Семейство Пармелиевые — Parmeliaceae
  - Эверния растопыренная — Evernia divaricata (L.) Ach. — III
  - Уснея бородатая — Usnea barbata (L.) Weber ex F.H. Wigg. — III
  - Уснея цветущая — Usnea florida (L.) Weber ex F.H. Wigg. — I
  - Нефромопсис (Турнерария) Лаурера — Nephromopsis laureri (Kremp.) Kurok — III
- Семейство Фисциевые — Physciaceae
  - Гетеродермия красивая — Heterodermia speciosa (Wulfen in Jacq.) Trevis.  — III
- Семейство Рамалиновые — Ramalinaceae
  - Рамалина балтийская — Ramalina baltica Lettau. — III
  - Рамалина волосовидная — Ramalina thrausta (Ach.) Nyl.  — III
  - Рамалина притуплённая — Ramalina obtusata (Arnold) Bitter. — III
  - Рамалина элегантная — Ramalina elegans (Bagl. et Carestia) Jatta.  — III
- Семейство Лобариевые — Lobariaceae
  - Лобария легочная — Lobaria pulmonaria (L. ) Hoffm. — II
- Семейство Нефромовые — Nephromaceae
  - Нефрома сглаженная — Nephroma laevigatum Ach. — III
  - Нефрома перевёрнутая — Nephroma resupinatum (L. ) Ach.  — III

## Отдел Настоящие грибы — Eumycota

### Класс Аскомицеты — Ascomycetes
- Семейство Саркосомовые — Sarcosomataceae
  - Саркосома шаровидная — Sarcosoma globosum (Fr. ) Caspary.  — III

### Класс Базидиальные Грибы — Basidiomycetes
- Семейство Гиродонтовые — Gyrodontaceae
  - Решетник азиатский — Boletinus asiaticus Sing. — III
  - Гиропорус синеющий, синяк — Gyroporus cyanescens (Bull.) Quel. — III
- Семейство Трихоломовые (Рядовковые) — Tricholomataceae
  - Гимнопус скученный — Gymnopus acervatus (Fr. ) Murrill.  — III
  - Омфалиастер звездчатоспоровый — Omphaliaster asterosporus (J.E. Lange) Lamoure. — IV
  - Рядовка-исполин (рядовка огромная) — Tricholoma colossus (Fr.) Quel.  — III
- Семейство Рогатиковые — Clavariadelphaceae
  - Рогатик пестиковый — Clavariadelphus pistillaris (L.) Donk. — III
- Семейство Герициевые — Hericiaceae
  - Ежевик коралловидный — Hericium coralloides (Scop.) Pers. — III
  - Ежевик гребенчатый — Hericium erinaceus (Bull.) Pers.  — III
- Семейство Спарассиевые — Sparassidaceae
  - Спарассис курчавый, грибная капуста — Sparassis crispa (Wulfen) Fr. — III
- Семейство Кориоловые — Coriolaceae
  - Лиственничная губка — Fomitopsis officinalis (Vill. ) Bondartsev et. Singer. — III
- Семейство Полипоровые — Polyporaceae
  - Полипорус зонтичный, грифола зонтичная — Polyporus umbellatus (Pers.) Fr.— III
- Семейство Мерипиловые — Meripilaceae
  - Грифола курчавая — Grifola frondosa (Dicks.) Gray. — III
- Семейство Ганодермовые — Ganodermataceae
  - Трутовик лакированный — Ganoderma lucidum (A.M. Curtis: Fr.) P. Karst.  — I
- Семейство Дождевиковые — Lycoperdaceae
  - Дождевик (головач) гигантский — Langermannia gigantea (Pers.) Rostk.  — IV
- Семейство Фаллюсовые — Phallaceae
  - Мутинус Pавенеля — Mutinus ravenelii (Berk. & M.A. Curtis) E. Fisch. — IV
  - Мутинус собачий — Mutinus caninus (Huds.: Pers) Fr. — IV
  - Сетконоска сдвоенная — Phallus duplicatus (Bosc.) Fischer — III